# Marcha de la Diversidad de San José
La Marcha de la Diversidad de San José es una manifestación del Orgullo LGBT que se celebra de forma anual en la ciudad de San José, capital de Costa Rica, para reivindicar la igualdad de derechos para las poblaciones LGBT. El evento reúne cada año a más de 100 000 personas, lo que la convierte en una de las manifestaciones públicas más numerosas del país.
Además de personas independientes, la marcha atrae a delegaciones de entidades públicas y privadas, entre ellas empresas, embajadas y universidades. También ha contado con la presencia de políticos como Carmen Muñoz Quesada, Ofelia Taitelbaum y José María Villalta, así como artistas internacionales, como la cantante mexicana Paulina Rubio, quien realizó el concierto de cierre en 2022.
Con el paso de los años, la marcha ha cambiado de ruta. En su primera edición de 2008, la misma inició en el Parque Central para desembocar en la Plaza de la Democracia. Desde 2010 el inicio pasó al Parque Metropolitano La Sabana y el recorrido pasó por el Paseo Colón para llegar al Parque Central, aunque algunas veces se extendió hasta la Plaza de la Democracia. En 2022, la ruta cambió a la dirección contraria y pasó a ser desde el Parque Central hasta el Parque La Sabana.

## Historia

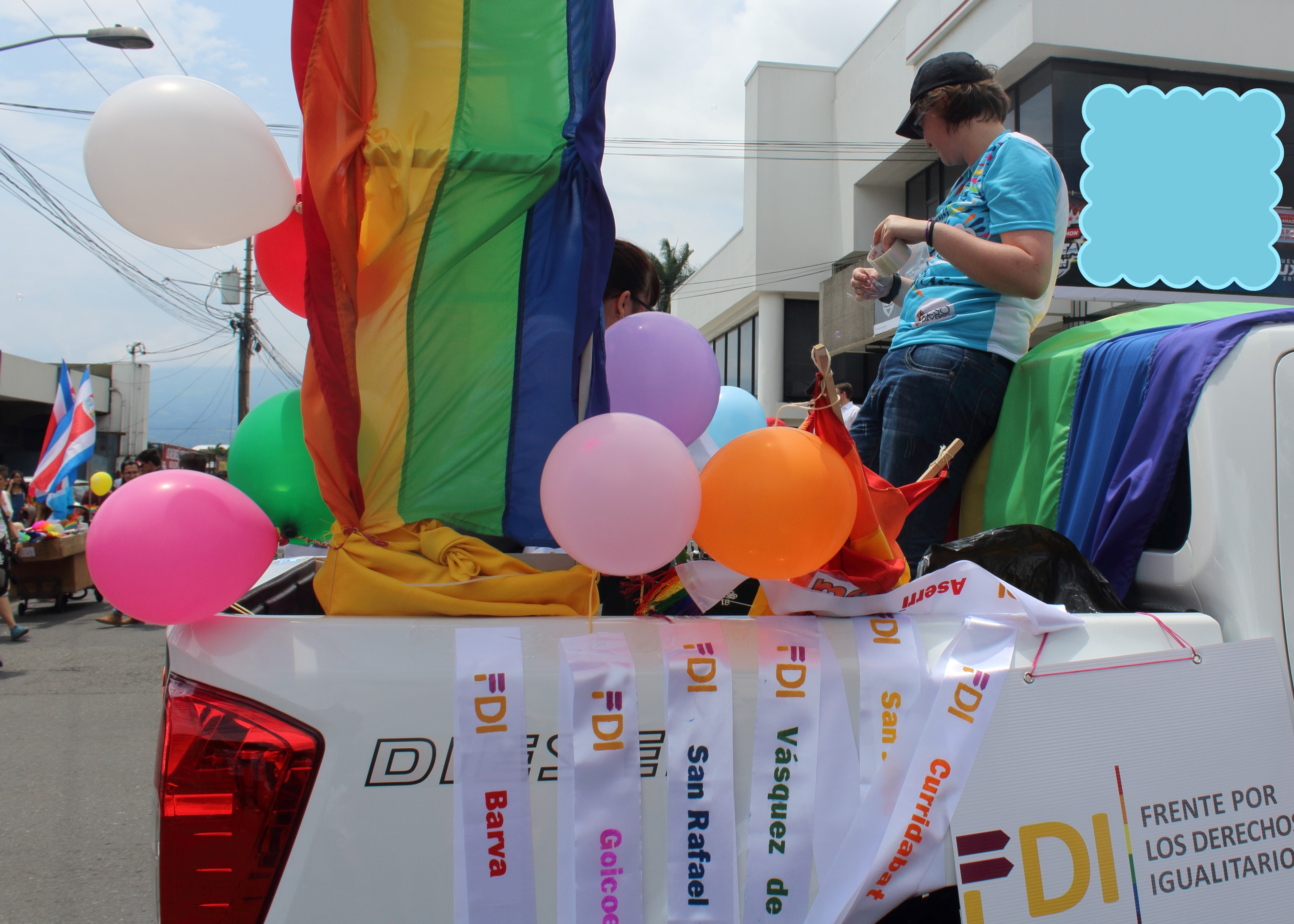
Activistas LGBT duranta la Marcha de la Diversidad de 2016.

### Antecedentes
Uno de los más antiguos registros de una celebración por el Orgullo Gay en Costa Rica tuvo lugar el 26 de junio de 2000, aunque se trató de una fiesta privada. En 2002, hubo además un intento de organizar una marcha del orgullo, pero finalmente se desistió ante el temor por las repercusiones que pudieran tener los asistentes.
El principal precursor de la Marcha de la Diversidad de San José fue el Festival de la Diversidad organizado desde 2003 por el Centro de investigación y Promoción para America Central de Derechos Humanos y otras organizaciones aliadas. La primera edición, cuyo principal mensaje fue en contra de la discriminación, se realizó el 29 de junio de 2003 en la Plaza de la Democracia y contó con presentaciones de poesía, música y teatro.
En su edición de 2007, el Festival de la Diversidad se mudó al Parque de la Paz y el Ministerio de Cultura y Juventud lo declaró como evento de interés cultural. Esta edición, al igual que la del año anterior, fue celebrada en diciembre en lugar de junio.

### Marcha de la Diversidad
La primera Marcha de la Diversidad propiamente dicha tuvo lugar en 2008 y fue organizada por la agrupación Beso Diverso. La misma contó con la participación de alrededor de 70 personas y recorrió la Avenida Segunda desde el Parque Central hasta la Plaza de la Democracia. Debido a que el mismo día había un partido de fútbol entre los equipos Liga Deportiva Alajuelense y Deportivo Saprissa, la policía pidió inicialmente a los organizadores que cancelen el evento ante el miedo de que los fanáticos deportivos pudieran generar violencia. Sin embargo, los organizadores decidieron mantener la marcha ese día y la misma se desarrolló sin complicaciones.
La marcha del 2009 fue organizada por el activista Javier Umaña, aunque en lugar de un desfile tradicional fue una caravana de automóviles. Desde 2010, el evento volvió a consistir de una marcha y adoptó sus características actuales. Ese año, la convocatoria se realizó luego de que las autoridades policiales prohibieran a una artista drag queen tomarse fotos en un evento artístico de la ciudad, por lo que sus simpatizantes organizaron la marcha como forma de apoyo. El evento se realizó el 27 de junio y contó con la participación de decenas de personas que recorrieron el Paseo Colón.
La asistencia a la marcha aumentó de forma considerable en pocos años. En 2012 se calculó que asistieron alrededor de 3000 personas, mientras que para 2016 la cifra aumentó a 40 000. En 2018, la marcha superó las 100 000 participantes, cifra que se ha repetido en ediciones posteriores.
El mismo día en que se desarrolló la marcha de 2018, el entonces presidente de la república, Carlos Alvarado Quesada, envió un artículo a varios medios de comunicación en que pidió perdón de forma pública a la comunidad LGBT por el rol pasado del Estado costarricense  en la negación de sus derechos. En la edición del año siguiente, el presidente Alvarado asistió de forma personal a la marcha junto a una delegación del gobierno, que además estaba compuesta por la primera dama, Claudia Dobles Camargo, la vicepresidenta, Epsy Campbell, y varios ministros de estado.
Debido a la Pandemia de COVID-19, el evento fue cancelado en 2020 y 2021.